# Kepler-10 c
Pour les articles homonymes, voir Kepler et Godzilla (homonymie).
Kepler-10 c est une exoplanète confirmée en orbite autour de Kepler-10, une étoile de type G située dans la constellation du Dragon, à 607 années-lumière (186 parsecs) de la Terre. Découverte en mai 2011 par la mission Kepler de la NASA, cette exoplanète représente un cas significatif dans l'étude des systèmes planétaires en raison de ses caractéristiques uniques. Initialement identifiée comme candidate planétaire en janvier 2011, la confirmation de Kepler-10 c a été rendue possible par l'utilisation de données du télescope spatial Spitzer et de la méthode BLENDER, une technique avancée d'analyse destinée à écarter les fausses détections. Des observations initiales suggéraient une composition rocheuse pour Kepler-10 c, mais des études plus approfondies ont par la suite révélé une composition majoritairement volatile. Cette découverte a modifié la compréhension scientifique des exoplanètes, classant Kepler-10 c parmi les premières planètes en transit à être confirmées de manière statistique, après Kepler-9 d et Kepler-11 g.

## Découverte et confirmation
En janvier 2011, la confirmation de la planète Kepler-10 b, en orbite proche de l'étoile Kepler-10, a été un jalon important, grâce à l'analyse de son comportement en transit et des effets de vitesse radiale dans le spectre de l'étoile. Un assombrissement supplémentaire, de période plus longue, a été détecté dans le spectre de Kepler-10, indiquant la possible présence d'une seconde planète, KOI 072.02, bien que le risque d'un faux positif demeurait. L'incapacité à mesurer directement les effets de vitesse radiale de KOI 072.02 a conduit l'équipe Kepler à utiliser la technique BLENDER pour écarter les fausses pistes,.
L'application de BLENDER a été renforcée par l'utilisation de l'instrument IRAC sur le télescope spatial Spitzer, utilisé les 30 août et 15 novembre 2010, pour affiner la courbe de lumière de Kepler-10 au moment du transit présumé de KOI 072.02,. Ces observations, combinées avec celles du spectre de Kepler-10 réalisées depuis l'Observatoire W.M. Keck, ont éliminé l'hypothèse d'une étoile voisine influençant le spectre observé.
Grâce à une plus grande certitude, les modèles construits avec BLENDER ont été comparés aux observations photométriques de Kepler. Cette méthode a permis d'exclure la plupart des scénarios alternatifs, notamment les systèmes d'étoiles triples. Les comparaisons de KOI 072.02 avec d'autres objets d'intérêt dans le champ de vision de Kepler ont abouti à sa confirmation en tant que planète avec une grande certitude. KOI 072.02 a ensuite été renommée Kepler-10 c, et sa découverte a été officiellement annoncée lors de la réunion de l'American Astronomical Society à Boston le 23 mai 2011.
Kepler-10 c a été la première cible de Kepler observée par Spitzer dans l'espoir de détecter une baisse subtile de luminosité dans une courbe de lumière. Elle a également été la troisième planète en transit validée par une analyse de données statistiques, après Kepler-9 d et Kepler-11g,.

## Étoile hôte
Kepler-10, (anciennement KOI-72), est une étoile semblable au Soleil située dans la constellation du Dragon. Cette naine jaune a été ciblée par le vaisseau spatial Kepler de la NASA comme étant la première étoile identifiée par la mission Kepler pouvant potentiellement abriter une exoplanète transitaire de petite taille. Confirmée en orbite autour de Kepler-10, elle se trouve à une distance de 186,5 ± 0,8 pc (∼608 al) du système solaire.
De type G, l'étoile est légèrement moins massive et un peu plus grande que le Soleil, mais plus froide (température effective de 5 627 K). Avec une métallicité mesurée à [Fe/H] = -0,15, soit 29 % moins de fer que le Soleil, Kepler-10 est également beaucoup plus ancienne, avec un âge estimé à environ 10,6 milliards d'années. Kepler-10 a une magnitude apparente de 11,2 la rendant invisible à l'œil nu.

Autour de cette étoile, un système planétaire à deux corps a été détecté par la méthode des transits :
| Planète                          | Masse (M⊕)   | Rayon (R⊕) | Demi-grand axe (UA) | Période orbitale (j) | Masse volumique (g/cm3) |
| -------------------------------- | ------------ | ---------- | ------------------- | -------------------- | ----------------------- |
|                                  |              |            |                     |                      |                         |
| Kepler-10 b                      | ~ 4,56       | ~ 1,416    | ~ 0,01684           | 0,837495             | ~ 8,8                   |
| Kepler-10 c                      | 17,2 +/- 1,9 | ~ 2,227    | ~ 0,2407            | 45,29485             | 7,1 +/- 1,0             |
|                                  |              |            |                     |                      |                         |
| Système planétaire de Kepler-10. |              |            |                     |                      |                         |

## Caractéristiques
Kepler-10 c, la planète externe du système Kepler-10, effectue une orbite complète autour de son étoile tous les 45,294 85 jours à une distance de 0,2407 unités astronomiques (UA). La planète intérieure, Kepler-10 b, est une planète rocheuse qui orbite tous les ~0.8 jours à une distance de 0,016 84 UA. La température d'équilibre de Kepler-10 c est estimée à environ 584 K, presque quatre fois plus chaude que Jupiter. Son inclinaison orbitale est de 89,65º, permettant l'observation des transits depuis la Terre.
Avec un diamètre supérieur à plus de deux fois celui de la Terre, la masse volumique de Kepler-10 c était initialement estimée à moins de 10 g·cm3, suggérant une composition riche en matières volatiles telles que l'eau, l'ammoniac, et le méthane, ainsi qu'en gaz légers comme l'hélium et l'hydrogène.
Les scientifiques pensaient auparavant que Kepler-10 c avait une composition principalement rocheuse, avec une fraction d'eau estimée entre 5 et 20 % en masse, probablement sous forme de "glace chaude" sous haute pression,. Cependant, des analyses plus approfondies en 2017 avec les données HARPS-N et HIRES ont ajusté sa masse à environ 7,37 masses terrestres, avec une densité moyenne de 3,14 g/cm³, suggérant une composition principalement composée de volatils, notamment de l'eau.
Surnommée « Godzilla des Terres » ou « Méga-Terre », Kepler-10 c a captivé l'attention de la communauté astronomique en raison de ses caractéristiques exceptionnelles. Des astronomes comme Xavier Dumusque et Dimitar Sasselov du Harvard-Smithsonian Center for Astrophysics ont mis en lumière les propriétés inhabituelles de cette méga-Terre. Cette découverte remet en question les théories de formation planétaire et indique que des planètes rocheuses massives peuvent se former plus tôt dans l'histoire de l'univers, même lorsque les éléments lourds étaient moins abondants. Âgée d'environ 11 milliards d'années, la présence de Kepler-10 c dans un système stellaire ancien, comprenant également la « planète de lave » Kepler-10 b, souligne l'importance de ne pas exclure les étoiles anciennes dans la quête de mondes potentiellement habitables.